# Caraboctonus keyserlingi
Caraboctonus keyserlingi je druh lesního štíra, který dorůstá velikosti okolo 40-55 mm popsaného prvně v roce 1893. Vyskytuje se v Chile a Peru. Caraboctonus keyserlingi je jediný druh rodu a nevytváří poddruhy.

## Chov

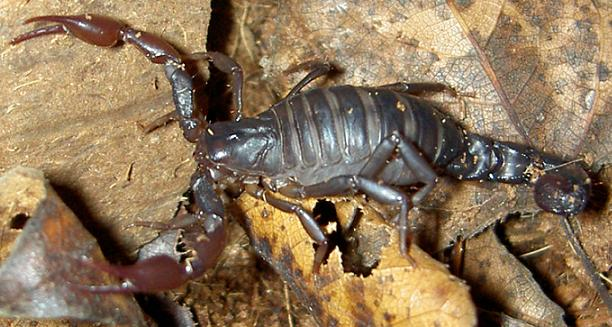
štír

K chovu se hodí terárium s lignocelem a vrstvou větviček a listů. Vrstva mírně vlhkého lignocelu by měla být vyšší, jelikož se Caraboctonus keyserlingi často zahrabává. U dospělých jedinců se někdy objevuje kanibalismus, u mláďat nikoliv. Teplota může kolísat od 25 do 32 °C. Z hlediska jedovatosti je neškodný. Bodnutí způsobí krátkou bolest, která odezní během několika minut. Největší počet larev v chovu byl 14.